# ナンシー・サリバン (1969年生の女優)
ナンシー・サリバン（Nancy Sullivan、1969年10月17日 - ）は、アメリカ合衆国の女優。

## 出演作品
- ドレイク&ジョシュ
- アマンダ・ショー